# Тухбатуллин, Эдуард Даутович
Эдуард Даутович Тухбатуллин (род. 13 октября 1971, Уфа) — российский бегун-марафонец. Выступал на профессиональном уровне в 1989—2015 годах, член сборной России, победитель ряда крупных международных стартов на шоссе, в том числе Гамбургского марафона, дважды Сибирского международного марафона. Мастер спорта России международного класса.

## Биография
Эдуард Тухбатуллин родился 13 октября 1971 года в Уфе, Башкирская АССР.
Занимался лёгкой атлетикой в спортивном клубе им. Н. Ф. Гастелло, проходил подготовку под руководством тренера Н. Я. Попова. С 1998 года выступал за всероссийское физкультурно-спортивное общество «Динамо», был подопечным тренера Г. В. Якуповой. Окончил Уральскую государственную академию физической культуры (1998).
Впервые заявил о себе в сезоне 1989 года, когда с результатом 2:33:40 стал пятым на Уфимском марафоне.
В 1991 году занял 16-е место на Сибирском международном марафоне (2:22:59).
В 1992 году выиграл серебряную медаль на чемпионате России по марафону в Калининграде (2:16:12), финишировал девятым на Сибирском международном марафоне (2:20:50) и пятым на Эхтернахском марафоне (2:16:54).
В 1993 году показал 36-й результат на Парижском марафоне (2:18:43), 13-й результат в беге на 10 000 метров на Мемориале братьев Знаменских в Москве, одержал победу на Сибирском международном марафоне, установив при этом ныне действующий рекорд соревнований — 2:13:03. Также в этом сезоне занял 23-е место на Кубке мира по марафону в Сан-Себастьяне (2:13:28).
В 1994 году выиграл Гамбургский марафон (2:12:58), занял 33-е место в марафоне на чемпионате Европы в Хельсинки (2:17:26), финишировал третьим на Лиссабонском марафоне (2:12:59).
В 1995 году был третьим на Гамбургском марафоне (2:12:29), занял 44-е место в марафоне на чемпионате мира в Гётеборге (2:31:19).
В 1996 году показал 12-й результат на марафоне в Кёнджу (2:13:52), с личным рекордом 1:03:32 стал третьим на полумарафоне в Санкт-Петербурге, финишировал вторым на Сибирском международном марафоне (2:18:14) и седьмым на марафоне в Макао (2:23:28).
В 1997 году с личным рекордом 2:12:07 был третьим на Гамбургском марафоне, девятым в марафоне на чемпионате мира в Афинах (2:17:44), третьим на марафоне в Монтеррее (2:19:34).
В 1998 году был вторым на Бермудском марафоне в Гамильтоне (2:28:58), пятым на Пражском марафоне (2:15:42), десятым в 100-километровом забеге Nacht van Vlaanderen, занял 32-е место в марафоне на чемпионате Европы в Будапеште (2:21:38).
В 1999 году стал вторым на марафоне в Гамильтоне (2:20:57), показал 12-й результат на чемпионате России по полумарафоне в Адлере (1:05:39), 20-й результат на полумарафоне в Нижнем Новгороде (1:05:58), шестой результат на чемпионате России по марафону в Москве (2:13:41), превзошёл всех соперников на Уфимском марафоне (2:22:30), занял 18-е место на Пекинском марафоне (2:21:26).
В 2000 году занял 29-е место на Роттердамском марафоне (2:16:54), четвёртое место на чемпионате России по марафону в Москве (2:20:04).
В 2001 году показал 22-й результат на Роттердамском марафоне (2:17:02), вновь выиграл Сибирский международный марафон (2:20:43), финишировал вторым на марафоне в Палермо (2:17:21).
В 2002 году показал 11-й результат на марафоне в Чхунджу (2:27:14), был четвёртым на Сибирском международном марафоне (2:20:22) и восьмым на Дублинском марафоне (2:18:02).
В 2003 году стал вторым на Сибирском международном марафоне (2:18:34), первым на Уфимском марафоне (2:48:31), пятым на Кошицком марафоне (2:19:55).
В 2005 году финишировал шестым на марафоне в Эссене (2:17:38), третьим на Марафоне Ханса Кристиана Андерсена в Оденсе (2:18:35).
В 2006 году стал вторым на Марафоне Трёх сердец в Раденцах (2:19:34), третьим на Марафоне Ханса Кристиана Андерсена в Оденсе (2:19:16).
В 2007 году одержал победу на Бермудском международном марафоне в Гамильтоне (2:23:28), финишировал вторым на Марафоне Трёх сердец в Раденцах (2:20:55), занял 66-е место на Найробийском марафоне (2:32:19).
В 2008—2009 годах принимал участие в серии марафонов The Greatest Race on Earth.
В 2014 году выиграл Дюртюлинский марафон (2:36:03).
В 2015 году одержал победу на Уфимском марафоне (2:28:57) и на этом завершил спортивную карьеру.
За выдающиеся спортивные достижения удостоен почётного звания «Мастер спорта России международного класса» (1993).